# راحيل رضا
راحيل رضا، صحفيَّة وكاتبة باكستانية كندية ومستشارة إعلاميَّة وناشطة مناهضة للعنصرية وإحدى قادة الحوار بين الأديان من مواليد 1949، تعيش حالياً في تورنتو كندا.
تشتهر راحيل بمعارضتها للتطرُّف الإسلامي، وهي مؤلفة كتاب: جهادهم ليس جهادي: نداءُ امرأةٍ كنديَّة مسلمة.

## حياتها المبكرة
راحيل رضا باكستانيَّة تعيش حاليَّاً في كندا، حصلت على إجازة في علم النفس وإجازة في الأدب الإنكليزي من جامعة كراتشي، وانتقلت مع زوجها وطفليها إلى تورنتو عام 1989.

## الأنشطة والآراء السياسية

### الإسلام
أدانت راحيل هجمات 11 سبتمبر الإرهابيَّة بشكل صريح، وهاجمت جميع أشكال الإرهاب والعنف الديني وخصوصاً تلك التي ارتكبت باسم الدين الإسلامي،. وأكَّدت أنَّ تفسير المتطرِّفين للإسلام غير صحيح وأنَّ القرآن الكريم لا يُبرِّر التفجيرات الانتحارية ولا يسمح بها [11].
لقد أوضحت راحيل أنَّ الكراهيَّة يتمُّ التبشير بها في بعض المساجد الكنديَّة، وحمَّلت الأهلَ مسؤولية الانتباه إلى دعوات التطرُّف وإبعاد مخاطرها عن أبنائهم.
بشكلٍ عام تصف راحيل رضا نفسها بأنها ليبرالية.

### الصلاة المختلطة وإمامة النساء
نشطت راحيل رضا بشكلٍ كبير في مجال حقوق الإنسان ودافعت عن المساواة بين الجنسين واهتمَّت بشكلٍ خاص بحقوق النساء المسلمات، وفي عام 2005 أصبحت راحيل أول امرأة مسلمة تؤمُّ الرجال والنساء في صلاة مختلطة علنيَّة في كندا، ووصفت خطوتها هذه بالثورة الصامتة وقالت إنَّها تأمل أن تصبح إماماً يوماً ما في مسجد مخصَّص للنساء [15]، وقد تلَّقت تهديداً بالقتل بعد هذه الحادثة.
الأمريكية أمينة ودود ناشطة أخرى قامت بدور الإمام في صلاة مختلطة في نيويورك وتلقت أيضاً تهديدات بالقتل، بعده هذه الحادثة تلَّقت راحيل رضا دعوة إلى مدينة أكسفورد في إنكلترا لتصبح أول امرأة مسلمة تؤمُّ المصلين في صلاة الجمعة في بريطانيا، اعترض العديد من رجال الدين الإسلامي في بريطانيا على هذه الدعوة ومنهم طاهر غورا الذي قال إنَّ هذه الصلاة غير شرعيَّة وغير جائزة.

### معارضتها للصلاة في المدارس
عارضت راحيل رضا الصلاة في المدارس العامَّة، مستدلَّةً من الناحية القانونيَّة بحكم محكمة استئناف أونتاريو عام 1988 الذي نصَّ على أنَّ الصلاة في المدارس العامَّة غير مناسبة، بالإضافة إلى أنَّ هذه الصلوات تتعارض مع مبدأ فصل الدين عن الدولة، وأشارت كذلك للتمييز والمضايقة التي تتعرَّض لها الفتيات عندما يطلب منهنَّ الصلاة في الصفوف الأخيرة أو الامتناع عن الصلاة أثناء الدورة الشهرية.

### حظر ارتداء الحجاب في الأماكن العامة
عارضت راحيل رضا دعوات حظر ارتداء الحجاب والنقاب في الأماكن العامة في كندا.

### معارضتها لبيت قرطبة أو بارك 51
عارضت راحيل رضا وطارق فتح وكلاهما من أعضاء المؤتمر الكندي الإسلامي مشروع بيت قرطبة أو بارك 51 Park51 المُزمع إنشاؤه بالقرب من مركز التجارة العالمي السابق، ووصفت هذا المشروع بأنَّه فتنة تهدف لإثارة رد فعل أو اضطرابات دينيَّة عدائيَّة، وفي مقابلة لها مع قناة فوكس نيوز مع بيل أوريلي أشارت راحيل إلى أنَّ هذا المشروع غير ضروري بل مؤلم وسيحمل نتائج عكسية على ذوي الضحايا الذين قضوا بهجمات 11 سبتمبر الإرهابيَّة.

### الهجرة
في عام 2012 دعت راحيل رضا الحكومة الكنديَّة إلى تعليق الهجرة من الدول «المُصدِّرة للإرهاب» كإيران مثلاً.

### المنظَّمات التي تنتمي لها
راحيل رضا هي عضو مجلس إدارة ومديرة الشؤون الدينيَّة في المؤتمر الكندي الإسلامي.
أسَّست وتترأس منتدى التعلُّم وهي منظمة غير ربحيَّة للحوار بين الأديان.
كرَّمتها اللجنة الوطنيَّة الإسلاميَّة المسيحيَّة للحوار بسبب تعزيزها للحوار والتواصل الإسلامي المسيحي وخصوصاً بعد تصريحات البابا بنديكت.

### دونالد ترامب
صرَّحت راحيل رضا في لقاء مع بيل ماهر أنَّ دونالد ترامب كان مُجرماً أتيحت له الفرصة، ومن جهة ثانية فأمريكا تقود العالم الحر المتحضِّر وترامب يسيء لصورة هذا العالم.
لاحقاً كتبت راحيل مقالاً لصحيفة أمريكا اليوم قالت فيه : لقد نجح ترامب في إقامة حوار دولي حول الأصوليَّة الإسلاميَّة، ودعته إلى زيادة دعم الشخصيات الإسلاميَّة المعتدلة.

## كتاباتها
راحيل رضا كاتبة مستقلَّة، حصلت في عام 2000 على جائزة نادي الكتاب والناشطين الإثنيين الكندي Canadian Ethnic Journalists and Writers Club، كتبت للعديد من المجلَّات والصحف العالميَّة وألقت محاضرات في جامعة يورك حول صورة المسلمين في وسائل الإعلام.
أهم أعمالها هو كتاب: جهادهم ليس جهادي، نداء امرأة كنديَّة مسلمة وهو عبارة عن مجموع مقالتها في افتتاحية مجلة تورنتو ستار Toronto Star.
راحيل رضا شاعرة وكاتبة مسرحيَّة أيضاً.

## أعمالها

### الكتب
•	جهادهم ليس جهادي، نداء امرأة كنديَّة مسلمة 2012
•	كيف يمكن أن تكون مسلماً ضدَّ الإرهاب 2011
•	كيف يمكن أن تكوني مسلمة نسويَّة 2014

### أفلام وثائقية
شاركت راحيل رضا مع ثمانية ناشطات أخريات في مجال حقوق المرأة في الفيلم الوثائقي يوميَّات الشرف Honor Diaries الذي يبحث في العنف الاجتماعي وعدم المساواة في المجتمعات الإسلاميَّة.
عرض هذا الفيلم قصَّة حياة راحيل رضا ونضالها لمكافحة التمييز ضد النساء في المجتمعات الإسلاميَّة.

### مقالات مختارة
• أسلحة المتطرِّفين، نشرت في صحيفة أوتاوا سيتيزن في 28 كانون الأول 2007.
• الغرق في الخرافات، نشرت في صحيفة أوتاوا ستار في 19 آذار 2008.
• فوبيا الإسلام، نشرت في صحيفة فانكوفر صن في 17 حزيران 2008.
• الدمار في مانهاتن، نشرت في صحيفة أوتاوا سيتيزن في 7 آب 2010.